# Nationaal Museum van Irak

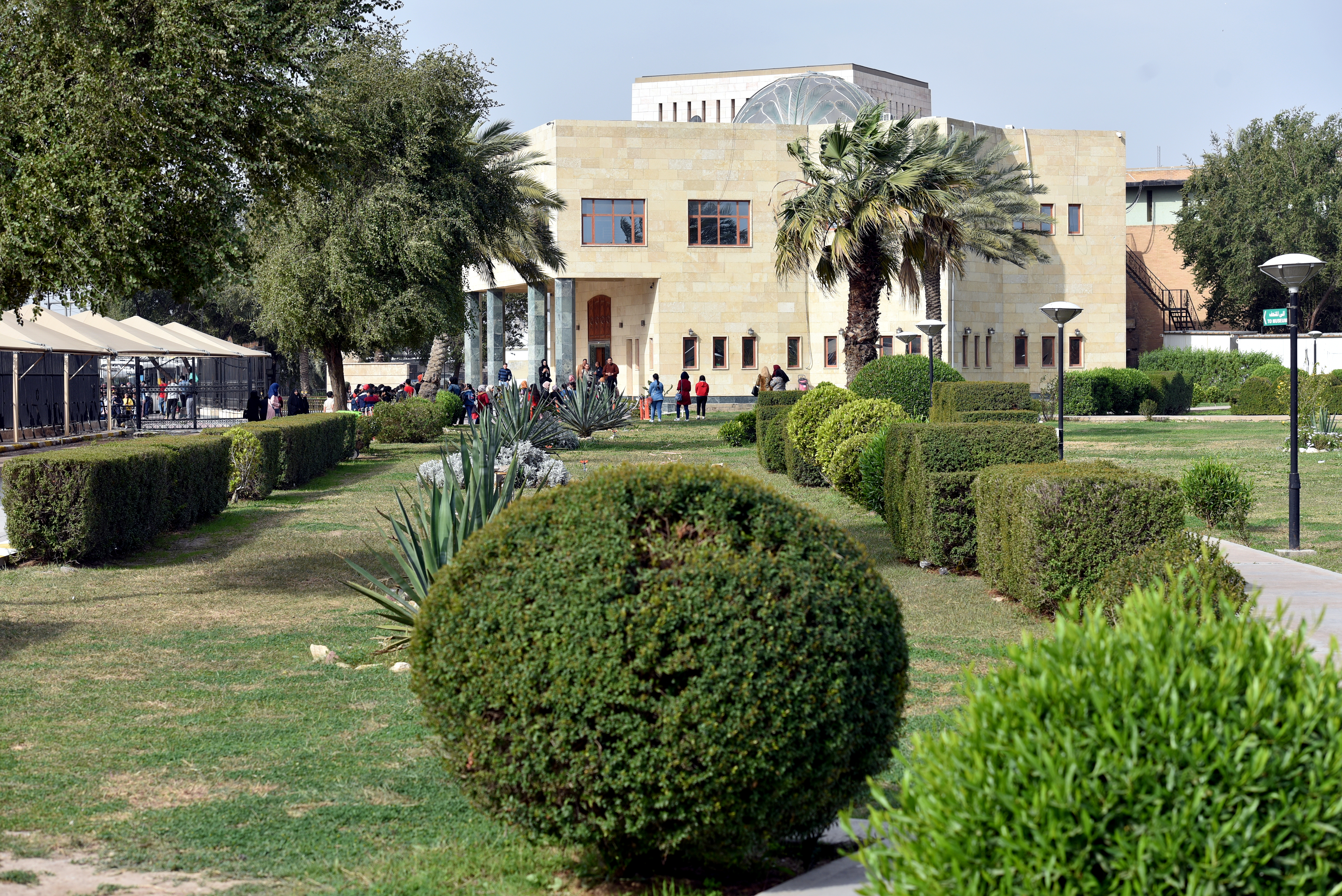
Tuin

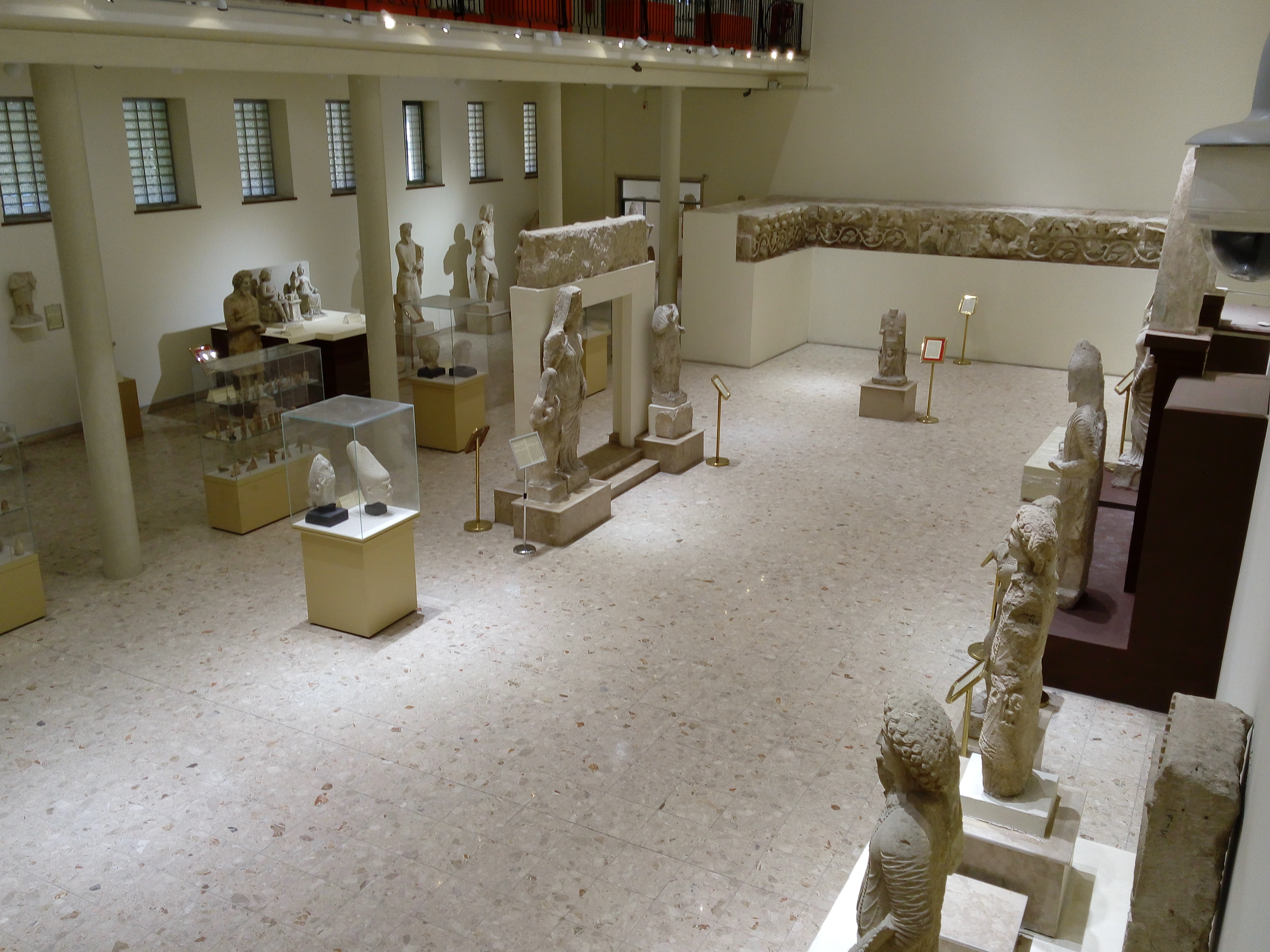
Assyrische hal

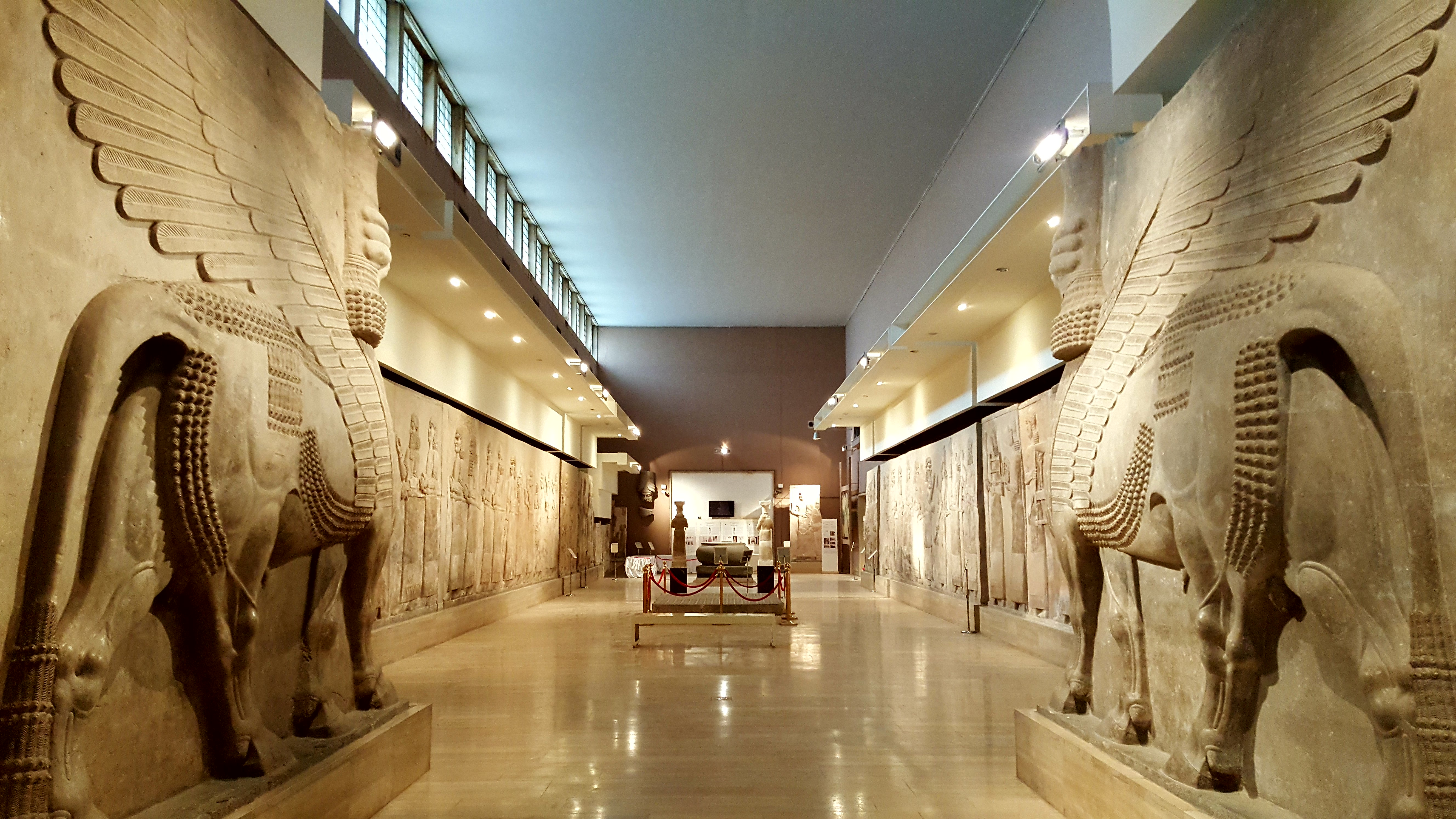
Nationaal Museum

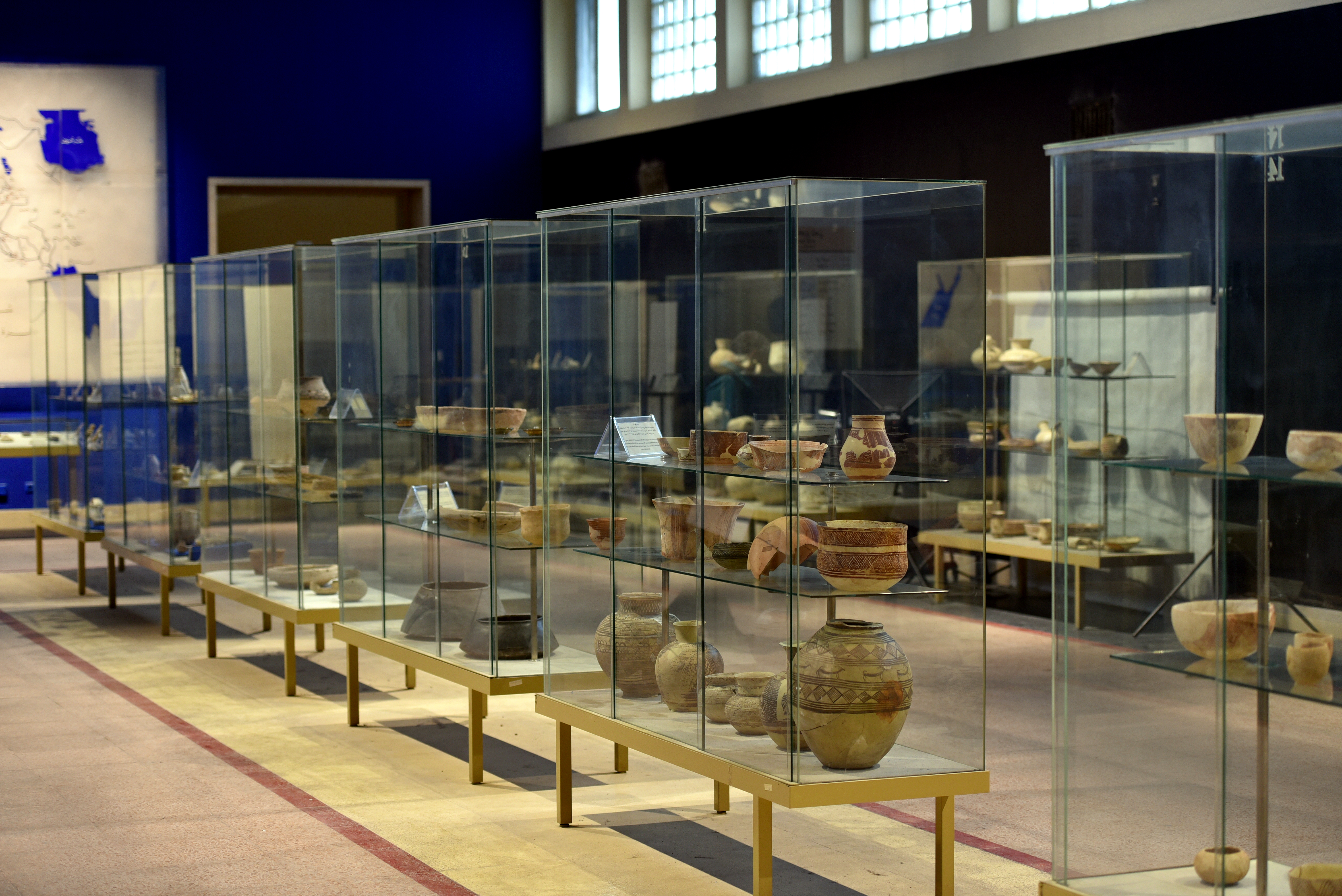
Prehistorische galerij

Het Nationaal Museum van Irak is een museum gesitueerd in Bagdad, de hoofdstad van Irak.
Het museum werd gesticht door de Britse reizigster en schrijfster Gertrude Bell en opende kort na haar dood in 1926. De originele naam van het museum luidde Het Archeologisch Museum Bagdad, dat werd geopend in 1923. Vanwege de archeologische rijkdommen van Mesopotamië heeft het museum een van de belangrijkste archeologische collecties ter wereld. De Britse relatie met het museum zorgde ervoor dat de tentoonstellingen altijd tweetalig waren (Engels en Arabisch). Het museum heeft zo'n 170.000 belangrijke artefacten in zijn collectie van de meer dan 5000 jaar lange geschiedenis van Mesopotamië.
In 1991 werd het gesloten tijdens de Golfoorlog uit angst voor Amerikaanse luchtaanvallen. Het werd pas heropend op de verjaardag van de toenmalige president(/dictator) Saddam Hoessein op 28 april 2000.

## Irakoorlog
Tijdens de Irakoorlog van 2003 heeft het museum zwaar geleden onder de gevechten en hevige plunderingen. In de maanden voorafgaand aan de oorlog hebben kunst- en archeologie-experts er bij het Pentagon en de Britse overheid op aangedrongen om de veiligheid van het museum en zijn collectie te garanderen. Hoewel er geen beloftes zijn gedaan, werd het museum wel vermeden tijdens bombardementen. Het museum had te kampen met zware plunderingen en een onbekende hoeveelheid van de collectie werd buitgemaakt. Het is onduidelijk hoeveel omdat er geen gecentraliseerde inventarisatie van de collectie was. Een deel van de plunderingen was duidelijk professioneel van aard en richtte zich op de meest waardevolle stukken uit de collectie.
De Amerikaanse overheid werd hevig bekritiseerd vanwege de gebrekkige bescherming. De Conventie van Genève vereist dat een bezettingsmacht culturele faciliteiten zoals musea beschermt. De conventie verbiedt echter ook dat vanuit deze gebouwen gevochten wordt, waar Amerikanen mee geconfronteerd werden. Dr. Donny George, de algemeen directeur onderzoeksstudies van de raad van de oudheden in Irak zei over de plunderingen; Het is de misdaad van de eeuw, omdat het het erfgoed van de gehele mensheid aantast.. Drie dagen nadat de Amerikaanse mariniers hun hoofdkwartier hadden opgezet in het 'Palestine Hotel' werd bescherming voor het museum geboden.
Een paar dagen later werden FBI-agenten naar Irak gestuurd om de vermiste stukken op te sporen.
UNESCO organiseerde op 17 april 2003 een spoedbijeenkomst in Parijs om de nasleep van de plunderingen en hun effecten op de mondiale kunst- en archeologiemarkt te bespreken.
Op 18 april werd het Bagdad Museum Project opgezet in de VS met de waarborg dat alle ontvreemde stukken toebehoorden aan het Nationaal Museum, ook al komen ze pas over honderd jaar boven water. De groep richtte zich niet alleen op wetten en de huidige antiekmarkt, maar ook op het internet en de mogelijkheden van een online catalogus e.d.
Verschillende gestolen objecten zijn opgedoken in Jordanië, de Verenigde Staten van Amerika, Zwitserland en Japan alsmede op eBay. Onder de mensen die gearresteerd werden voor poging tot smokkel naar de VS waren een verslaggever en cameraman van Fox News.
Op 7 mei 2003 verklaarde de Amerikaanse overheid dat douaniers samenwerkend met museumexperts uit Irak 40.000 manuscripten en 700 artefacten hadden onderschept. Ook werden er stukken teruggebracht nadat er amnestie beloofd was. Een groot deel van de gestolen gewaande stukken waren voor de oorlog al in veiligheid gebracht door het museum.
Op 7 juni 2003 verklaarde de VS dat de wereldberoemde schatten van Nimrud terug waren gevonden in een geheime kluis van de Iraakse Centrale Bank.
In november 2003 rapporteerde de coalitie dat nog enkele tientallen van de belangrijkste stukken vermist werden, samen met zo'n 10.000 andere veelal kleine of fragmentarische stukken.
Op verschillende conferenties over de wederopbouw van Irak heeft het Bagdad Museum Project presentaties gegeven over de reconstructie en preservatie van het museum en het cultureel erfgoed van Irak.
Het museum werd officieel heropend in februari 2015.